# 井上園子 (シンガーソングライター)
井上 園子（いのうえ そのこ、1998年10月17日 - ）は、日本のシンガーソングライター。日常の一コマを独自の視点でフォーク、ロック、ブルース、カントリー、ブルーグラスなどを基調にしたサウンドに乗せて歌う。

## 来歴
湘南在住。両親の影響により1960年代から70年代のフォーク、ロック、カントリー、ブルーグラス、ブルースなどの音楽を聴くようになった。
2022年3月2日にアルバイト先のライブハウス茅ヶ崎ステージコーチで音楽活動を開始。同年、配信限定シングル「へんなうた」でデビュー。翌2024年にはPヴァインよりデビュー・アルバム『ほころび』をリリースした。
茅ヶ崎エフエム放送の「井上園子のごあいさつ」でパーソナリティも務める。
2025年1月、アルバム『ほころび』が第17回CDショップ大賞2025の「青」に入賞した。

## ディスコグラフィー

### アルバム
- 2024年 『ほころび』(Pヴァイン)[3]

### 配信シングル
- 2022年 「へんなうた」(ハンサム)
- 2023年
  - 「無名」(ハンサム)
  - 「あの街この街」(ハンサム)[1]
- 2024年
  - 「カウボウイの口癖」(Pヴァイン)
  - 「三、四分のうた」(Pヴァイン)[3]